# Trude Eipperle

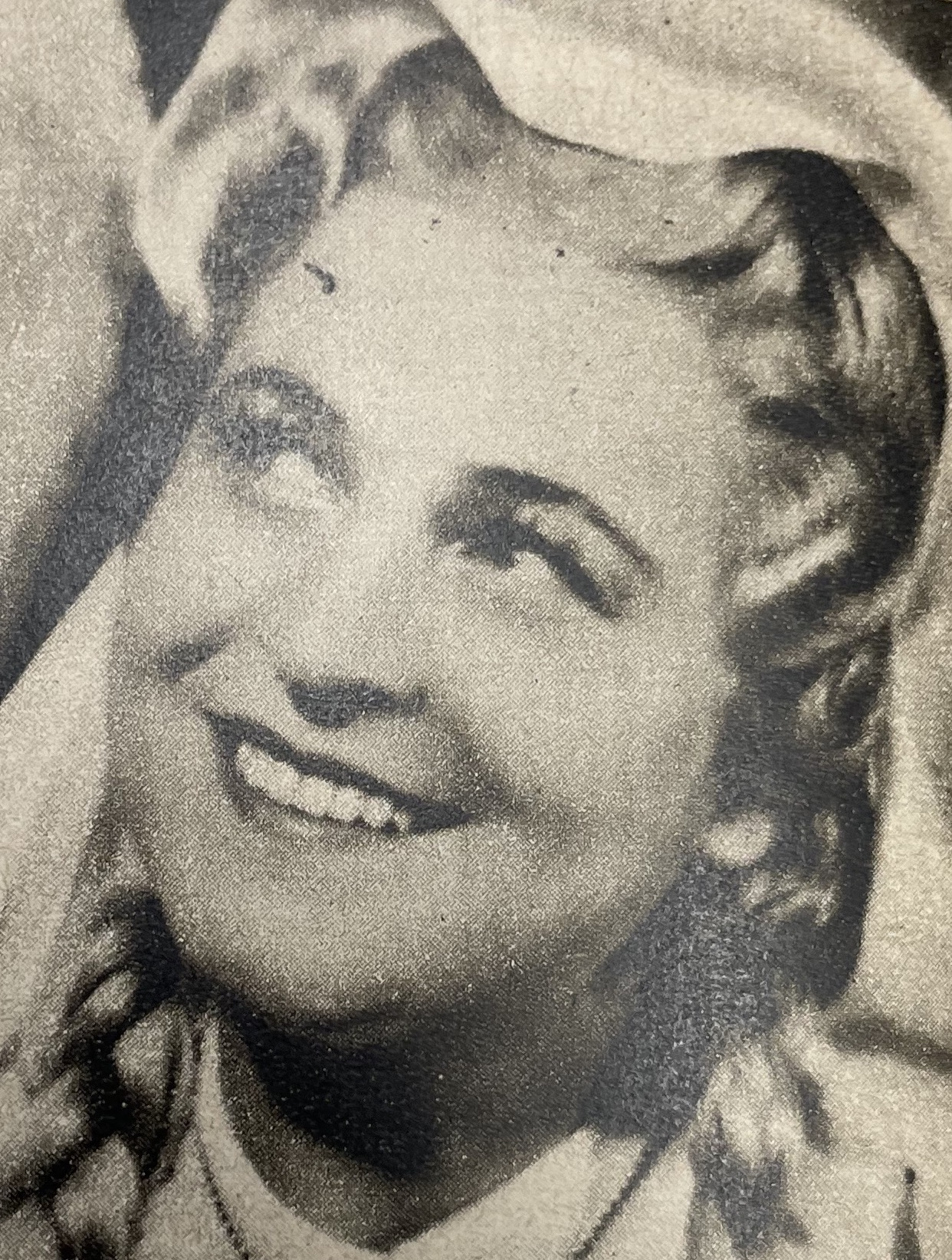
Trude Eipperle, um 1943, fotografiert von Hanns Holdt

Trude Eipperle (* 27. Januar 1908 in Stuttgart; † 18. Oktober 1997 in Unterkochen) war eine deutsche Opernsängerin (Sopran).

## Leben
Trude Eipperle erhielt ihre künstlerische Ausbildung an der Musikhochschule Stuttgart bei Karl Lang. Von dort kam sie als Elevin an das damalige Württembergische Landestheater. Ihr erstes Engagement erhielt sie 1929 in Wiesbaden.  1930–1934 und erneut 1935–1937 sang sie am Stadttheater in Nürnberg, 1934–1935 oder 1937 am Braunschweiger Theater. 1937 kam sie an die Staatsoper Stuttgart, an der sie für die nächsten drei Spielzeiten blieb. 1938–1944 arbeitete sie an der Staatsoper in München. Eipperle stand 1944 in der Gottbegnadeten-Liste des Reichsministeriums für Volksaufklärung und Propaganda.
1945–1951 war sie erster Sopran an der Oper in Köln und von 1951 bis zu ihren Bühnenabschied 1965 erneut Mitglied der Staatsoper Stuttgart, an der sie auch zum Ehrenmitglied ernannt wurde.
Sie trat an allen großen europäischen Opernhäusern auf, wirkte bei den Salzburger (1942 als Zdenka in Arabella von Richard Strauss) und Bayreuther Festspielen mit (1952 als Eva in Die Meistersinger von Nürnberg).
Ihr Repertoire umfasste die großen Rollen in Opern von Wolfgang Amadeus Mozart (Donna Anna in Don Giovanni, Gräfin in Die Hochzeit des Figaro, Pamina in Die Zauberflöte), von Richard Strauss (Arabella, Marschallin in Der Rosenkavalier, Kaiserin in Die Frau ohne Schatten) und von Richard Wagner (Elsa in Lohengrin, Elisabeth in Tannhäuser). Im italienischen Fach glänzte sie in Opern von Giacomo Puccini (Mimi in La Bohème, Madame Butterfly, Liu in Turandot) und Giuseppe Verdi (Desdemona in Otello, Elisabeth in Don Carlos). Auch als Konzert- und Oratoriensängerin war sie erfolgreich.
Am 18. Juli 1975 wurde die „Trude Eipperle Rieger-Stiftung“ mit Sitz in Aalen-Unterkochen gegründet. Im Gegenstand verfolgt diese Stiftung ausschließlich gemeinnützige und mildtätige Zwecke für die Förderung der Bildung und Kunst, die Förderung der Wissenschaften, kulturelle Einrichtungen im Bereich des Aalener Stadtteils Unterkochen, die Unterstützung von Kinderdörfern und Zuwendungen an andere gemeinnützige Einrichtungen, die ähnliche Zwecke wie die Stiftung verfolgen.

## Diskografie (Auswahl)
Ab 1942 relativ wenige Schallplattenaufnahmen für die Deutsche Grammophon Gesellschaft.
Es wurden aber zahlreiche Rundfunkaufnahmen mit ihr auf LP und CD veröffentlicht.
- Trude Eipperle, Ein Sängerporträt. Aufnahmen 1942–1959 (Bayer Records).
- Gabriel/Eva in Joseph Haydn: Die Schöpfung. Wien 1942, Dir.: Clemens Krauss (Preiser).
- Sandrina in Mozart: La finta giardiniera 1956, Dir.: Josef Dünnwald (Myto).
- Pamina in Mozart: Die Zauberflöte. Stuttgart 1937. Dir.: Joseph Keilberth (Cantus Classics).
- Sopranpartie in Pfitzner: Von deutscher Seele 1945, Dir.: Clemens Krauss (Preiser).
- Mimi in Giacomo Puccini: La Bohème. München 1940, Dir.: Clemens Krauss (Cantus Classics).
- Liù in Giacomo Puccini: Turandot. Stuttgart 1938, Dir.: Joseph Keilberth (Cantus Classics).
- Rosalinde in Johann Strauss: Die Fledermaus. Frankfurt 1936, Dir.: Hans Rosbaud (Koch)
- Laura in Giuseppe Verdi: Luisa Miller Dresden 1944, Dir.: Kurt Elmendorff (Preiser).
- Irene in Richard Wagner: Rienzi. Frankfurt 1950, Dir.: Winfried Zillig (Cantus Classics).
- Elisabeth in Richard Wagner: Tannhäuser. Frankfurt 1949. Dir.: Kurt Schröder (Gebhardt).
- Elsa in Richard Wagner: Lohengrin. 1951, Dir.: Richard Kraus (Rococo).

## Ehrungen
Aus Anlass des 50. Geburtstages von Adolf Hitler wurde ihr am 20. April 1939 der Titel „Kammersängerin“ verliehen.